# Списак министара пољопривреде Србије
На овој страни налази се списак министара пољопривреде Србије.

## Република Србија(1991–сада)[1]
| Слика | Почетак мандата    | Крај мандата       | Име и презиме (година рођења и смрти) | Белешка | Странка                       |
| ----- | ------------------ | ------------------ | ------------------------------------- | --- | ----------------------------- |
|       | 15. јануар 1991.   | 23. децембар 1991. | Вељко Симин                           | министар пољопривреде, шумарства и водопривреде у влади Драгутина Зеленовића |                               |
|       | 10. децембар 1991. | 15. март 1994.     | Јан Кишгеци                           | министар пољопривреде, шумарства и водопривреде у влади Радомана Божовића и влади Николе Шаиновића                                                                                                   | Социјалистичка партија Србије |
|       | 15. март 1994.     | 24. март 1998      | Ивко Ђоновић                          | министар пољопривреде, шумарства и водопривреде у првој влади Мирка Марјановића |                               |
|       | 24. март 1998.     | 25. октобар 2000   | Јован Бабовић                         | министар пољопривреде, шумарства и водопривреде у другој влади Мирка Марјановића | Југословенска левица          |
|       | 25. октобар 2000.  | 25. јануар 2001.   | Живанко Радованчев                    | министар пољопривреде, шумарства и водопривреде у влади Миломира Минића | Социјалистичка партија Србије |
|       | 25. јануар 2001.   | 1. јул 2003.       | Драган Веселинов                      | министар пољопривреде, шумарства и водопривреде у влади Зорана Ђинђића и влади Зорана Живковића |                               |
|       | 1. јул 2003.       | 3. март 2004.      | Стојан Јевтић                         | министар пољопривреде, шумарства и водопривреде у влади Зорана Живковића |                               |
|       | 3. март 2004.      | 20. јун 2006.      | Ивана Дулић-Марковић                  | министар пољопривреде, шумарства и водопривреде у првој влади Војислава Коштунице | Г17+                          |
|       | 20. јун 2006.      | 9. новембар 2006.  | Горан Живков                          | в.д. министар пољопривреде, шумарства и водопривреде у првој влади Војислава Коштунице | Г17+                          |
|       | 9. новембар 2006.  | - 2006.            | Данило Голубовић                      | вршилац дужности министра пољопривреде, шумарства и водопривреде у првој влади Војислава Коштунице                                                                                                   | Демократска странка Србије    |
|       | - 2006.            | 15. мај 2007.      | Предраг Бубало                        | вршилац дужности министра пољопривреде, шумарства и водопривреде у првој влади Војислава Коштунице                                                                                                   | Демократска странка Србије    |
|       | 15. мај 2007.      | 7. јул 2008.       | Слободан Милосављевић                 | министар Министар пољопривреде,шумарства и водопривреде у другој влади Војислава Коштунице | Демократска странка           |
|       | 7. јул 2008.       | 14. март 2011.     | Саша Драгин                           | министар пољопривреде, шумарства и водопривреде у влади Мирка Цветковића | Демократска странка           |
|       | 14. март 2011.     | 27. јул 2012.      | Душан Петровић (политичар)            | министар пољопривреде, шумарства и водопривреде у влади Мирка Цветковића | Демократска странка           |
|       | 27. јули 2012.     | септембар 2013.    | Горан Кнежевић                        | Министар пољопривреде, шумарства и водопривреде у влади Ивице Дачића | Српска напредна странка       |
|       | септембар 2013.    | 27. април 2014.    | Драган Гламочић                       | Министар пољопривреде, шумарства и водопривреде у влади Ивице Дачића | Нестраначка личност           |
|       | 27. април 2014.    | 11. август 2016.   | Снежана Богосављевић Бошковић         | Министарка пољопривреде и заштите животне средине у првој влади Александра Вучића | Социјалистичка партија Србије |
|       | 11. август 2016.   | 25. октобар 2022.  | Бранислав Недимовић                   | Министар пољопривреде и заштите животне средине у другој влади А. Вучића и потпредседник Владе и министар пољопривреде, шумарства и водопривреде Републике Србије у првој и другој влади Ане Брнабић | Српска напредна странка       |
|       | 25. октобар 2022.  | 2. мај 2024.       | Јелена Танасковић                     | Министар пољопривреде, шумарства и водопривреде Републике Србије у трећој влади Ане Брнабић | Српска напредна странка       |
|       | 2. мај 2024.       |                    | Александар Мартиновић                 | Министар пољопривреде, шумарства и водопривреде Републике Србије у влади Милоша Вучевића | Српска напредна странка       |